# Хёнш, Ирен
Ирен Хёнш (венг. Hönsch Irén; 24 мая 1932, Кошице — 26 августа 2021) — венгерская шахматистка.
Она трижды становилась чемпионкой Венгрии по шахматам среди женщин (1957, 1959 и 1960). Участница 1-й олимпиады (1957) в Эммене.
В 1957 году Хёнш вышла замуж за венгерского шахматного мастера Енё Силье, от которого у нее родилось двое сыновей: Габор (род. 1959) и Калман (род. 1960). Позже она вышла замуж за Лайоша Кароли, и у них родилась дочь Ирен (род. 1973).

## Спортивные результаты
| Год  | Город    | Турнир            | + | − | = | Результат | Место |
| ---- | -------- | ----------------- | - | - | - | --------- | ----- |
| 1957 | Будапешт | Чемпионат Венгрии |   |   |   |           | 1     |
|      | Эммен    | 1-й олимпиада     |   |   |   |           |       |
| 1959 | Будапешт | Чемпионат Венгрии |   |   |   |           | 1     |
| 1960 | Будапешт | Чемпионат Венгрии |   |   |   |           | 1     |